# Lepturalia

Хвостючка (лат. Lepturalia Reitter, 1912) — рід жуків з родини Скрипунових.

## Різноманіття
В Україні поширений один вид:
- Хвостючка чорнонога (Lepturalia nigripes (Degeer, 1775))